# 佃正樹
佃 正樹（つくだ まさき、1955年4月26日 - 2007年8月13日）は、広島県出身の野球選手（投手）。

## 来歴
1973年、迫田穆成監督率いる広島県立広島商業高等学校のエースとして達川光男・金光興二・楠原基らとセンバツに出場。落差のある縦カーブと抜群の制球力で準々決勝までの3試合を完封。前年地区大会から公式戦139イニング連続無失点を続けていた怪物・江川卓の作新学院高校と準決勝で激突した。五回裏二死二塁から佃が江川の外角高めの速球を振りぬき、ライト前にチーム初安打となるポテンヒットを放ち、二塁ランナー達川が生還、江川の連続無失点記録を止めた。八回裏には金光らがダブルスチールを敢行し、慌てた捕手の三塁悪送球で決勝点を奪い江川を倒した。広島商業がこの試合で江川から放ったヒットは、この回の内野安打と先の佃のポテンヒットの計2本だった。非常にプライドが高く、ゲームセットでチームメイトが歓喜を爆発させる中、『おれは名門・広島商業の背番号1。勝って当然』と一人悠然としていたという。しかし決勝では渡辺元（渡辺元智）監督率いるセンバツ初出場の横浜高校に敗れ準優勝に終わった。同年夏の甲子園は、佃自身の出来は今一つだったが、粘り強いピッチングで広島商業の5度目の全国制覇をもたらした。静岡高校を九回裏一死満塁から、サヨナラスリーバントスクイズで降した決勝戦は名勝負として有名。また細身で美少年だった佃は、宿舎に女性ファンが雪崩れ込む程のアイドル的人気を得た。
1974年に高校卒業後、金光・楠原・江川・植松精一・徳永利美・袴田英利・島本啓次郎らと法政大学に進学し、この期は「花の（昭和）49年組」と呼ばれた。1年生の春季リーグ戦には江川よりも先にベンチ入り。早大戦で途中から登板し相手の3番、4番を連続三振に打ち取ったことが買われ、次節の東大戦に先発したものの1回1/3を投げて3失点（自責点3）で負け投手になり、以後のリーグ戦登板はなかった。大投手・江川や、同じ左腕の鎗田英男（熊谷商業出身）、中林千年（松江商業出身）ら同期の陰に隠れる形となった。高校時代からの持病となっていた右膝痛の悪化が不振の原因だったといわれる。
1978年に大学卒業後、同期の仲間が多数プロ野球ドラフト会議で指名されるなか、郷里の社会人野球・三菱重工広島入り。ここでもあまり活躍はできず、1979年チームの第50回都市対抗野球優勝時も登板はなかった（この時のエースは新日鐵光から補強された大町定夫）。
野球部引退後は、三菱重工橋梁エンジニアリングに勤務し長く東京都に在住。営業一筋に打ち込んでいたという。営業部門の部長職であった。私生活では1979年に結婚。3人の娘をもうけ少年野球の指導などもしていたが2006年4月、食道癌であることが判明し、2007年8月13日午後5時57分、東京都内の病院で死去。52歳没。

## エピソード
珍しい左投右打の選手である。もとは左打ちだったが、遊びで右で打つと巧い流し打ちをするので、それを見ていた迫田監督が右打ちに変えた。左投手を右打席に立たせると、投げる方の腕が相手投手に向くので利き腕に死球の危険が増す。普通はやらせない事だが、結果的に値千金の一打を生んだ。
めったに左投右打はいないため、かつて漫画に佃が左打席で江川の球を引っぱってライト前に安打を放つシーンが描かれた。これを見た江川が「ちがうじゃない。ボクのボールが引っぱれるわけがないよ」と怒ったという逸話がある。
達川とは佃が開通に尽力した1998年（平成10年）の明石海峡大橋の開通式で再会。「俺が造った橋をお前に見てほしい」とテープカットに招待され、この時の感動は数ある野球での優勝を超えるものだったという。
2022年（令和4年）3月29日放送の朝日放送テレビ（ABCテレビ）の千鳥の番組「相席食堂」で、達川が佃の弔いの旅として明石市や明石海峡大橋を訪れた様子が放送された。

## 甲子園成績
- 第45回選抜高等学校野球大会（昭和48年(1973年)）

○3-0静岡商業、○1-0松江商業、○1-0日大一高（3試合連続完封）、準決勝○2-1作新学院、決勝●1-3横浜高校（延長11回表、横浜の5番・富田に左翼ポールを巻くツーランホームランを打たれ力尽く）
- 第55回全国高等学校野球選手権大会（昭和48年(1973年)）

○12-0双葉、○3-0鳴門工業、○3-2日田林工（佃らが決めたツーランスクイズで逆転、この後高校野球でツーランスクイズが流行した）、準々決勝○7-2高知商業、準決勝○7-0川越工業、決勝○3-2静岡高校
通算10勝1敗